# Kara-Daria
Le Kara-Daria (russe : Кара-Дарья: ce qui signifie Rivière Noire) est une rivière d'Asie centrale qui traverse le Kirghizistan et l'Ouzbékistan oriental. Elle est formée par la confluence du Kara-Kouldja et de la rivière Tar (en) (province d'Och), qui prennent naissance dans les montagnes à la frontière du Kirghizistan et de la Chine. Longue de 180 km, elle coule vers l'ouest et se jette dans le Syr-Daria.
Le Kara-Daria revêt une importance primordiale pour l'agriculture d'irrigation de la région. Le réservoir d'Andijan permet ainsi l'irrigation de la vallée de Ferghana. En traversant cette vallée, le Kara-Daria arrose la plaine de Kouïgan-Iar et croise le grand canal de Ferghana.
Les localités principales situées sur ses rives sont Ouzgen, Topolino et Karabaguich.

## Affluents
Les affluents de la rivière sont au nombre de plus de deux cents. Les plus importants, en descendant, sont la rivière Karakouldja (droit), la rivière Tar (gauche), le Djalpak-Bach (gauche) - ensuite elle traverse le réservoir d'Andijan formé par la rivière Kourchab -, le Kiok-Art (droit), le Kara-Gounan (gauche), et le Tentiaskaï (droit).